# Grasshopper Club Zürich 2020-2021
Questa voce raccoglie le informazioni riguardanti il Grasshopper Club Zürich nelle competizioni ufficiali della stagione 2020-2021.

## Stagione
Nella stagione 2020-2021 il Grasshoppers, allenato da Carlos Pereira e Zoltan Kadar, concluse il campionato di Challenge League al 1º posto e fu promosso in Super League. In Coppa Svizzera il Grasshoppers fu eliminato ai quarti di finale dal San Gallo.

## Rosa
| N. |                               | Ruolo | Calciatore                |
| -- | ----------------------------- | ----- | ------------------------- |
| 1  | Svizzera (bandiera)           | P     | Mirko Salvi               |
| 2  | Danimarca (bandiera)          | D     | Oskar Buur                |
| 3  | Brasile (bandiera)            | A     | Leonardo Bonatini         |
| 4  | Portogallo (bandiera)         | D     | Miguel Nóbrega            |
| 5  | Serbia (bandiera)             | D     | Aleksandar Cvetković      |
| 8  | Portogallo (bandiera)         | C     | André Clarindo dos Santos |
| 9  | Kosovo (bandiera)             | A     | Shkelqim Demhasaj         |
| 11 | Paesi Bassi (bandiera)        | A     | Hicham Acheffay           |
| 13 | Svizzera (bandiera)           | P     | Serif Berbić              |
| 14 | Irlanda (bandiera)            | C     | Connor Ronan              |
| 17 | Portogallo (bandiera)         | A     | Cristian Ponde            |
| 19 | Portogallo (bandiera)         | A     | Nuno Da Silva             |
| 22 | Guinea-Bissau (bandiera)      | D     | Nadjack                   |
| 23 | Macedonia del Nord (bandiera) | C     | Nikola Gjorgjev           |
| 24 | Portogallo (bandiera)         | D     | Toti                      |
| 26 | Stati Uniti (bandiera)        | C     | Yannick Scheidegger       |
| 27 | Svizzera (bandiera)           | P     | Mateo Matic               |

| N. |                       | Ruolo | Calciatore         |
| -- | --------------------- | ----- | ------------------ |
| 29 | Francia (bandiera)    | C     | Djibril Diani      |
| 30 | Portogallo (bandiera) | C     | Nuno Pina          |
| 31 | Svizzera (bandiera)   | D     | Dominik Schmid     |
| 32 | Francia (bandiera)    | D     | Anthony Goelzer    |
| 33 | Svizzera (bandiera)   | C     | Giotto Morandi     |
| 34 | Svizzera (bandiera)   | D     | Allan Arigoni      |
| 36 | Svizzera (bandiera)   | P     | Marvin Keller      |
| 41 | Svizzera (bandiera)   | C     | Elmin Rastoder     |
| 42 | Svizzera (bandiera)   | C     | Filipe de Carvalho |
| 44 | Svizzera (bandiera)   | D     | Elias Mesonero     |
| 47 | Svizzera (bandiera)   | A     | Fabio Fehr         |
| 48 | Germania (bandiera)   | A     | Robin Kalem        |
| 57 | Svizzera (bandiera)   | P     | Matthias Minder    |
| 66 | Svizzera (bandiera)   | C     | Petar Pusic        |
| 89 | Albania (bandiera)    | C     | Ermir Lenjani      |
| 90 | Portogallo (bandiera) | A     | André Ribeiro      |

## Organigramma societario
Area tecnica
- Allenatore: Zoltan Kadar
- Allenatore in seconda: João Gião
- Preparatore dei portieri:
- Preparatori atletici: Philippe Hasler

## Calciomercato

### Sessione estiva
| Acquisti | Acquisti                  | Acquisti          | Acquisti |
| R.       | Nome                      | da                | Modalità |
| -------- | ------------------------- | ----------------- | -------- |
| D        | Miguel Nóbrega            | Benfica B         |          |
| P        | Matthias Minder           | Neuchâtel Xamax   |          |
| A        | Leonardo Bonatini         | Wolverhampton     |          |
| C        | Ermir Lenjani             | Sion              |          |
| C        | Nuno Pina                 | Chievo            |          |
| D        | Nadjack                   | Rio Ave           |          |
| C        | André Clarindo dos Santos | Belenenses SAD    |          |
| A        | Renat Dadashov            | Wolverhampton     |          |
| C        | Connor Ronan              | Wolverhampton     |          |
| A        | Oscar Correia             | Étoile Carouge    |          |
| C        | Ming-yang Yang            | Wolverhampton U23 |          |
| D        | Dominik Schmid            | Wil               |          |
| A        | Shkelqim Demhasaj         | Lucerna           |          |

| Cessioni | Cessioni        | Cessioni             | Cessioni |
| R.       | Nome            | a                    | Modalità |
| -------- | --------------- | -------------------- | -------- |
| A        | Renat Dadashov  | Wolverhampton U23    |          |
| C        | Allen Njie      | Bnei Sakhnin         |          |
| C        | Randy Schneider | Aarau                |          |
| A        | Mychell Chagas  | Nantong Zhiyun       |          |
| A        | Amel Rustemoski | Kriens               |          |
| D        | Baba Souare     | Kriens               |          |
| C        | Mersim Asllani  | Stade Lausanne-Ouchy |          |
| A        | Boubacar Hanne  | Wolverhampton U23    |          |
| A        | Kévin Monzialo  | Juventus II          |          |

### Sessione invernale
| Acquisti | Acquisti        | Acquisti      | Acquisti |
| R.       | Nome            | da            | Modalità |
| -------- | --------------- | ------------- | -------- |
| C        | Djibril Diani   | Livingston    |          |
| A        | André Ribeiro   | San Gallo     |          |
| A        | Nuno Da Silva   | Thun          |          |
| A        | Hicham Acheffay | Utrecht (J)   |          |
| D        | Oskar Buur      | Wolverhampton |          |

| Cessioni | Cessioni          | Cessioni       | Cessioni |
| R.       | Nome              | a              | Modalità |
| -------- | ----------------- | -------------- | -------- |
| C        | Ming-yang Yang    | Nantong Zhiyun |          |
| A        | Oscar Correia     | Étoile Carouge |          |
| C        | Djibril Diani     | Livingston     |          |
| D        | Kevin Iodice      | Vaduz          |          |
| D        | Cabral            | San Gallo      |          |
| D        | Marcin Dickenmann | Wil            |          |

## Risultati

### Challenge League

#### Prima fase, girone di andata
| Arbitro: | Piccolo |

|                                |           |                            |
| Pina 28’ Morandi 37’ Pusic 61’ | Marcatori | 26’ Callà 69’ (rig.) Buess |

| Arbitro: | Gianforte |

|  |           |                           |
|  | Marcatori | 46’ Gjorgjev 90’ Bonatini |

| Arbitro: | Turkeš |

|                             |           |  |
| Demhasaj 37’, 49’ Pusic 90’ | Marcatori |  |

| Arbitro: | Schnyder |

|             |           |  |
| Mafouta 11’ | Marcatori |  |

| Arbitro: | von Mandach |

|                                                 |           |                   |
| Yesilcayir 21’, 72’ Mulaj 49’ Abubakar 56’, 75’ | Marcatori | 42’ Pina 59’ Toti |

| Arbitro: | San |

|                         |           |             |
| Gjorgjev 45’ Schmid 89’ | Marcatori | 48’ Pollero |

| Arbitro: | Huwiler |

|             |           |                              |
| Tavares 53’ | Marcatori | 71’ Pina 87’ (rig.) Bonatini |

| Arbitro: | Jaccottet |

|           |           |                   |
| Ponde 90’ | Marcatori | 55’ (rig.) Fatkič |

| Arbitro: | Jancevski |

|  |           |            |
|  | Marcatori | 31’ Santos |

#### Prima fase, girone di ritorno
| Arbitro: | Cibelli |

|                                     |           |  |
| Demhasaj 39’ Ronan 90’ Gjorgjev 90’ | Marcatori |  |

| Arbitro: | Horisberger |

|             |           |           |
| Brahimi 24’ | Marcatori | 83’ Ponde |

| Arbitro: | Kanagasingam |

|                       |           |  |
| Pusic 35’ Morandi 79’ | Marcatori |  |

| Arbitro: | Wolfensberger |

|                                       |           |                  |
| Kablan 31’ Havenaar 85’ Salanović 88’ | Marcatori | 73’ (rig.) Ponde |

| Arbitro: | Turkeš |

|                          |           |             |
| Demhasaj 38’ (rig.), 90’ | Marcatori | 55’ Almeida |

| Arbitro: | Staubli |

|                         |           |            |
| Prtajin 32’ Mozzone 72’ | Marcatori | 10’ Santos |

| Arbitro: | Dudic |

|                        |           |  |
| Pusic 54’ Gjorgjev 90’ | Marcatori |  |

| Arbitro: | Wolfensberger |

|                           |           |                 |
| Bonatini 49’ Demhasaj 62’ | Marcatori | 12’ Stojilković |

| Arbitro: | Fähndrich |

|                      |           |                                    |
| Pepsi 22’ Arnold 44’ | Marcatori | 37’ Toti 47’ Gjorgjev 84’ Demhasaj |

#### Seconda fase, girone di andata
| Arbitro: | Gianforte |

|           |           |                   |
| Ponde 73’ | Marcatori | 78’ (aut.) Schmid |

| Arbitro: | Hänni |

|  |           |                          |
|  | Marcatori | 40’ Schmid 72’ Cvetković |

| Arbitro: | Cibelli |

|           |           |           |
| Tushi 58’ | Marcatori | 83’ Ponde |

| Arbitro: | Horisberger |

|              |           |             |
| Bonatini 79’ | Marcatori | 65’ Pollero |

| Arbitro: | Wolfensberger |

|            |           |              |
| Mbenza 21’ | Marcatori | 18’ Bonatini |

| Arbitro: | Gianforte |

|  |           |               |
|  | Marcatori | 89’ Schüpbach |

| Arbitro: | von Mandach |

|          |           |                                 |
| Luan 75’ | Marcatori | 7’ Demhasaj 53’ (rig.) Bonatini |

| Arbitro: | San |

|                                        |           |                 |
| Pusic 6’, 35’ Arigoni 17’ Gjorgjev 90’ | Marcatori | 47’ Stojilković |

| Arbitro: | Schärli |

|             |           |                                        |
| Ribeiro 89’ | Marcatori | 13’, 45’ (rig.), 54’ Mafouta 83’ Mbock |

#### Seconda fase, girone di ritorno
| Arbitro: | Cibelli |

|  |           |                           |
|  | Marcatori | 16’ Da Silva 39’ Gjorgjev |

| Arbitro: | Piccolo |

|              |           |  |
| Bonatini 76’ | Marcatori |  |

| Arbitro: | Schärli |

|                                 |           |                              |
| Maccoppi 39’ Marzouk 82’ (rig.) | Marcatori | 5’ (rig.) Bonatini 90’ Pusic |

| Arbitro: | Staubli |

|                                  |           |             |
| Schmid 43’ Lenjani 51’ Pusic 62’ | Marcatori | 7’ Chihadeh |

| Arbitro: | San |

|                       |           |              |
| Balaj 58’ Almeida 86’ | Marcatori | 74’ Demhasaj |

| Arbitro: | Cibelli |

|                     |           |                         |
| Bonatini 20’ (rig.) | Marcatori | 83’ Amdouni 85’ Asllani |

| Arbitro: | Jaccottet |

|                           |           |           |
| Ramizi 54’ Gantenbein 66’ | Marcatori | 83’ Pusic |

| Arbitro: | Horisberger |

|             |           |              |
| Nuzzolo 26’ | Marcatori | 29’ Bonatini |

| Arbitro: | Hänni |

|                           |           |          |
| Demhasaj 13’ Bonatini 41’ | Marcatori | 68’ Luan |

### Coppa Svizzera
| Losanna 12 settembre 2020, ore 16:30 CEST Secondo turno             | Stade Lausanne-Ouchy | 1 – 2 referto          | Grasshoppers | Stade Juan-Antonio Samaranch |
| \| \| \| \| \| Ndongo 65’ \| Marcatori \| 45’ Kalem 66’ Demhasaj \| |                      |                        |              |                              |
|                                                                     |                      |                        |              |                              |
| Ndongo 65’                                                          | Marcatori            | 45’ Kalem 66’ Demhasaj |              |                              |

| Arbitro: | Bieri |

|                               |           |  |
| Bonatini 69’ Ponde 82’ (rig.) | Marcatori |  |

| Arbitro: | San |

|              |           |                     |
| Bonatini 90’ | Marcatori | 5’ Görtler 18’ Ruiz |

## Statistiche

### Statistiche di squadra
| Competizione     | Punti | In casa | In casa | In casa | In casa | In casa | In casa | In trasferta | In trasferta | In trasferta | In trasferta | In trasferta | In trasferta | Totale | Totale | Totale | Totale | Totale | Totale | DR  |
| Competizione     | Punti | G       | V       | N       | P       | Gf      | Gs      | G            | V            | N            | P            | Gf           | Gs           | G      | V      | N      | P      | Gf     | Gs     | DR  |
| ---------------- | ----- | ------- | ------- | ------- | ------- | ------- | ------- | ------------ | ------------ | ------------ | ------------ | ------------ | ------------ | ------ | ------ | ------ | ------ | ------ | ------ | --- |
| Challenge League | 65    | 18      | 12      | 3       | 3       | 34      | 18      | 18           | 7            | 5            | 6            | 26           | 25           | 36     | 19     | 8      | 9      | 60     | 43     | +17 |
| Coppa Svizzera   | -     | 2       | 1       | 0       | 1       | 3       | 2       | 1            | 1            | 0            | 0            | 2            | 1            | 3      | 2      | 0      | 1      | 5      | 3      | +2  |
| Totale           | 65    | 20      | 13      | 3       | 4       | 37      | 20      | 19           | 8            | 5            | 6            | 28           | 26           | 39     | 21     | 8      | 10     | 65     | 46     | +19 |

### Andamento in campionato
| Giornata  | 1 | 2 | 3 | 4 | 5 | 6 | 7 | 8 | 9 | 10 | 11 | 12 | 13 | 14 | 15 | 16 | 17 | 18 | 19 | 20 | 21 | 22 | 23 | 24 | 25 | 26 | 27 | 28 | 29 | 30 | 31 | 32 | 33 | 34 | 35 | 36 |
| --------- | - | - | - | - | - | - | - | - | - | -- | -- | -- | -- | -- | -- | -- | -- | -- | -- | -- | -- | -- | -- | -- | -- | -- | -- | -- | -- | -- | -- | -- | -- | -- | -- | -- |
| Luogo     | C | T | C | T | T | C | T | C | T | C  | T  | C  | T  | C  | T  | C  | C  | T  | C  | T  | T  | C  | T  | C  | T  | C  | C  | T  | C  | T  | C  | T  | C  | T  | T  | C  |
| Risultato | V | V | V | P | P | V | V | N | V | V  | N  | V  | P  | V  | P  | V  | V  | V  | N  | V  | N  | N  | N  | P  | V  | V  | P  | V  | V  | N  | V  | P  | P  | P  | N  | V  |
| Posizione | 4 | 3 | 1 | 1 | 4 | 3 | 1 | 2 | 1 | 1  | 1  | 1  | 1  | 1  | 1  | 1  | 1  | 1  | 1  | 1  | 1  | 1  | 1  | 1  | 1  | 1  | 1  | 1  | 1  | 1  | 1  | 1  | 1  | 1  | 1  | 1  |

Legenda:

Luogo: C = Casa; T = Trasferta. Risultato: V = Vittoria; N = Pareggio; P = Sconfitta.

### Statistiche dei giocatori
| Giocatore      | Challenge League | Challenge League | Challenge League | Challenge League | Coppa Svizzera | Coppa Svizzera | Coppa Svizzera | Coppa Svizzera | Totale   | Totale | Totale      | Totale     |
| Giocatore      | Presenze         | Reti             | Ammonizioni      | Espulsioni       | Presenze       | Reti           | Ammonizioni    | Espulsioni     | Presenze | Reti   | Ammonizioni | Espulsioni |
| -------------- | ---------------- | ---------------- | ---------------- | ---------------- | -------------- | -------------- | -------------- | -------------- | -------- | ------ | ----------- | ---------- |
| H. Acheffay    | 2                | 0                | 0                | 0                | 1              | 0              | 1              | 0              | 3        | 0      | 1           | 0          |
| A. Arigoni     | 18               | 1                | 2                | 0                | 3              | 0              | 1              | 0              | 21       | 1      | 3           | 0          |
| S. Berbić      | 0                | 0                | 0                | 0                | 0              | 0              | 0              | 0              | 0        | 0      | 0           | 0          |
| L. Bonatini    | 31               | 11               | 0                | 0                | 2              | 2              | 0              | 0              | 33       | 13     | 0           | 0          |
| O. Buur        | 10               | 0                | 0                | 0                | 1              | 0              | 0              | 0              | 11       | 0      | 0           | 0          |
| O. Correia     | 0                | 0                | 0                | 0                | 0              | 0              | 0              | 0              | 0        | 0      | 0           | 0          |
| A. Cvetković   | 26               | 1                | 7                | 1                | 3              | 0              | 0              | 0              | 29       | 1      | 7           | 1          |
| S. Demhasaj    | 31               | 10               | 2                | 0                | 3              | 1              | 0              | 0              | 34       | 11     | 2           | 0          |
| D. Diani       | 0                | 0                | 0                | 0                | 0              | 0              | 0              | 0              | 0        | 0      | 0           | 0          |
| M. Dickenmann  | 1                | 0                | 1                | 0                | 1              | 0              | 1              | 0              | 2        | 0      | 2           | 0          |
| F. Fehr        | 23               | 0                | 3                | 0                | 3              | 0              | 0              | 0              | 26       | 0      | 3           | 0          |
| N. Gjorgjev    | 36               | 7                | 3                | 0                | 1              | 0              | 0              | 0              | 37       | 7      | 3           | 0          |
| A. Goelzer     | 0                | 0                | 0                | 0                | 0              | 0              | 0              | 0              | 0        | 0      | 0           | 0          |
| R. Kalem       | 16               | 0                | 1                | 0                | 2              | 1              | 0              | 0              | 18       | 1      | 1           | 0          |
| M. Keller      | 0                | 0                | 0                | 0                | 0              | 0              | 0              | 0              | 0        | 0      | 0           | 0          |
| E. Lenjani     | 32               | 1                | 4                | 0                | 0              | 0              | 0              | 0              | 32       | 1      | 4           | 0          |
| M. Matic       | 36               | 0                | 2                | 0                | 3              | 0              | 0              | 0              | 39       | 0      | 2           | 0          |
| E. Mesonero    | 2                | 0                | 1                | 0                | 1              | 0              | 0              | 0              | 3        | 0      | 1           | 0          |
| M. Minder      | 0                | 0                | 0                | 0                | 0              | 0              | 0              | 0              | 0        | 0      | 0           | 0          |
| G. Morandi     | 13               | 2                | 3                | 0                | 1              | 0              | 0              | 0              | 14       | 2      | 3           | 0          |
| N. Nadjack     | 3                | 0                | 0                | 0                | 1              | 0              | 0              | 0              | 4        | 0      | 0           | 0          |
| M. Nóbrega     | 15               | 0                | 0                | 0                | 2              | 0              | 0              | 0              | 17       | 0      | 0           | 0          |
| N. Pina        | 25               | 3                | 4                | 0                | 1              | 0              | 0              | 0              | 26       | 3      | 4           | 0          |
| C. Ponde       | 28               | 5                | 3                | 0                | 2              | 1              | 0              | 0              | 30       | 6      | 3           | 0          |
| P. Pusic       | 36               | 9                | 3                | 0                | 3              | 0              | 0              | 0              | 39       | 9      | 3           | 0          |
| E. Rastoder    | 1                | 0                | 0                | 0                | 0              | 0              | 0              | 0              | 1        | 0      | 0           | 0          |
| A. Ribeiro     | 10               | 1                | 0                | 0                | 2              | 0              | 0              | 0              | 12       | 1      | 0           | 0          |
| C. Ronan       | 30               | 1                | 1                | 0                | 2              | 0              | 0              | 0              | 32       | 1      | 1           | 0          |
| M. Salvi       | 0                | 0                | 0                | 0                | 0              | 0              | 0              | 0              | 0        | 0      | 0           | 0          |
| A. Santos      | 35               | 2                | 5                | 0                | 1              | 0              | 0              | 0              | 36       | 2      | 5           | 0          |
| Y. Scheidegger | 0                | 0                | 0                | 0                | 0              | 0              | 0              | 0              | 0        | 0      | 0           | 0          |
| D. Schmid      | 34               | 3                | 6                | 1                | 3              | 0              | 1              | 0              | 37       | 3      | 7           | 1          |
| R. Schneider   | 0                | 0                | 0                | 0                | 0              | 0              | 0              | 0              | 0        | 0      | 0           | 0          |
| N. Silva       | 15               | 1                | 4                | 0                | 2              | 0              | 0              | 0              | 17       | 1      | 4           | 0          |
| T. Toti        | 34               | 2                | 5                | 1                | 2              | 0              | 0              | 0              | 36       | 2      | 5           | 1          |
| M. Yang        | 0                | 0                | 0                | 0                | 1              | 0              | 1              | 0              | 1        | 0      | 1           | 0          |
| F. de Carvalho | 1                | 0                | 0                | 0                | 0              | 0              | 0              | 0              | 1        | 0      | 0           | 0          |